# Lemma van Riemann-Lebesgue

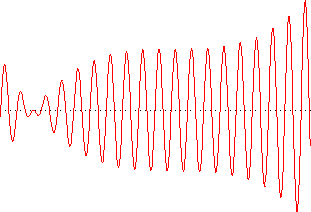
Het lemma van Riemann-Lebesgue stelt dat de integraal van een functie, zoals die hierboven, klein is. De integraal zal tot nul naderen als het aantal oscillaties toeneemt.

In de wiskundige analyse, een deelgebied van de wiskunde, is het lemma van Riemann-Lebesgue, vernoemd naar Bernhard Riemann en Henri Lebesgue, van belang in de harmonische- en asymptotische analyse. 
Het lemma zegt dat de fourier-transformatie of laplace-transformatie van een L1-functie, dus een meetbare functie met eindige absolute integraal, in het oneindige verdwijnt. 

## Lemma
Laat {\displaystyle f\in L^{1}(\mathbb {R} )} zijn, dus {\displaystyle f\colon \mathbb {R} \rightarrow \mathbb {R} } is een meetbare functie met
{\displaystyle \int _{-\infty }^{\infty }|f(x)|\mathrm {d} x<\infty }
Dan geldt voor de fouriergetransformeerde {\displaystyle {\mathcal {F}}} van {\displaystyle f}, die gedefinieerd is als:
{\displaystyle {\mathcal {F}}(\omega )={\frac {1}{\sqrt {2\pi }}}\int _{-\infty }^{\infty }f(x)e^{-i\omega x}\,\mathrm {d} x}
dat
{\displaystyle \lim _{\omega \to \pm \infty }|{\mathcal {F}}(\omega )|\to 0}

### Bewijs
Het is voldoende het bewijs te leveren voor de indicatorfunctie {\displaystyle f=1_{[a,b]}} van een willekeurig interval {\displaystyle [a,b]}.  
Daarvoor geldt:
{\displaystyle {\mathcal {F}}(\omega )={\frac {1}{\sqrt {2\pi }}}\int _{-\infty }^{\infty }f(x)e^{-i\omega x}\,\mathrm {d} x={\frac {1}{\sqrt {2\pi }}}\int _{a}^{b}e^{-i\omega x}\,\mathrm {d} x={\frac {e^{-i\omega a}-e^{-i\omega b}}{i\omega {\sqrt {2\pi }}}}\xrightarrow {|\omega |\to \infty } 0}
Vanwege de linariteit van de integraal geldt dit ook voor een willekeurige stapfunctie, en een willekeurige integreerbare functie is willekeurig dicht te benaden met een stapfunctie.